# 松江专区
松江专区，是中国江苏省已撤销的一个专区，辖境最大时大致相当于今上海市的松江区、闵行区、浦东新区、奉贤区、金山区、青浦区、嘉定区、宝山区及浙江省的嵊泗县。担任过松江专区专员的有顾复生、李崇等。

## 成立
1949年4月26日，苏南行政公署在无锡市成立，5月13日，中国人民解放军解放松江，5月16日，成立苏南松江行政区专员公署，苏南松江行政区专员公署驻松江普照寺西原杨家桥小学旧址，属苏南行政公署。11月28日，松江行政区改称松江专区。1952年11月15日，中央人民政府委员会批准撤销苏南行政区，恢复建立江苏省，由华东军政委员会领导。1953年1月1日，江苏省人民政府成立，松江专区隶江苏省。

## 行政区划
松江专区先后下辖过松江市、松江县、上海县、川沙县、南汇县、奉贤县、金山县、青浦县、嘉定县、宝山县、嵊泗县等1市10县。
1949年8月1日，松江市、县合并为松江县，松江市改为县辖市，松江专区辖10县。
1950年7月21日，嵊泗县改设嵊泗列岛特区，属松江专区，松江专区辖9县1个特区。
1951年3月，以嵊泗列岛特区设嵊泗县，松江专区复辖10县。
1953年6月，嵊泗县划归浙江省舟山专区，松江专区辖9县。
1958年1月，上海县、宝山县、嘉定县划归上海市。同年3月1日，江苏省人民委员会第二十七次会议审议通过了撤销松江专署的提案，撤销松江专区，松江县、川沙县、南汇县、奉贤县、金山县、青浦县划属苏州专区。同年11月21日，国务院决定将松江县、川沙县、南汇县、奉贤县、金山县、青浦县划归上海市。

## 专员名单
| 姓名     | 任职时间      |
| -------- | ------------- |
| 顾复生   | 1949.6—1952.1 |
| 王雨洛   | 1952.1—1952.4 |
| （空缺） | 1952.4-1954.4 |
| 陈冀     | 1954.4—1955.9 |
| 李崇     | 1955.9-1958.3 |